# 광주서석고등학교
광주서석고등학교(光州瑞石高等學校)는 대한민국 광주광역시 서구 화정동에 위치한 사립 고등학교이다.

## 학교 연혁
- 1972년 5월 16일 : 학교법인 유당학원 설립 총회, 초대 최상옥 이사장 취임
- 1974년 1월 5일 : 광주서석고등학교 설립 인가 24학급
- 1974년 2월 1일 : 초대 김주성 교장 취임
- 1974년 3월 7일 : 개교 및 제1기 입학식(480명)
- 1977년 1월 7일 : 첫 졸업생 420명 배출
- 1977년 10월 3일 : 유당관 준공 (총면적 1,333m2)
- 1978년 5월 16일 : 검도부 창단
- 1981년 5월 16일 : 이남관 준공 (총면적 2,834m2, 좌석수 2,000석)
- 1983년 5월 16일 : 유당학사 준공 (총면적 679m2)
- 1988년 2월 17일 : 중학교·고등학교 건물 교환(신교사로 옮김, 총면적 6,027m2)
- 1995년 1월 28일 : 연수관 시설 확장(수용인원 52명 → 92명)
- 2003년 2월 15일 : 다목적교실 및 급식소 준공
- 2003년 5월 15일 : 유당기념관 개관
- 2005년 11월 4일 : 디지털도서관 개관
- 2008년 8월 10일 : 학교 중장기 발전 TFT 정책과제 연구보고서 제출
- 2011년 5월 13일 : 인조잔디 운동장 및 다목적 구장 개장식
- 2020년 7월 1일 : 제2대 최재훈 이사장 취임
- 2023년 3월 2일 : 제15대 송찬국 교장 취임
- 2024년 3월 4일 : 고교학점제 준비학교 운영(~2025.02.28.)
- 2025년 1월 24일 : 제49회 졸업식(졸업생 189명, 누계 21,333명)
- 2025년 3월 4일 : 제52회 입학식(신입생 215명)

## 참고 자료
- 광주서석고등학교 - 한국교육학술정보원 학교알리미